# Valpaços
Valpaços (vaɫ'pasuʃ) è un comune portoghese di 19 512 abitanti situato nel distretto di Vila Real.

## Società

### Evoluzione demografica
| Popolazione di Valpaços (1849 – 2004) | Popolazione di Valpaços (1849 – 2004) | Popolazione di Valpaços (1849 – 2004) | Popolazione di Valpaços (1849 – 2004) | Popolazione di Valpaços (1849 – 2004) | Popolazione di Valpaços (1849 – 2004) | Popolazione di Valpaços (1849 – 2004) | Popolazione di Valpaços (1849 – 2004) | Popolazione di Valpaços (1849 – 2004) |
| ------------------------------------- | ------------------------------------- | ------------------------------------- | ------------------------------------- | ------------------------------------- | ------------------------------------- | ------------------------------------- | ------------------------------------- | ------------------------------------- |
| 1849                                  | 1900                                  | 1930                                  | 1960                                  | 1981                                  | 1991                                  | 2001                                  | 2004                                  |                                       |
| 7437                                  | 25179                                 | 26050                                 | 33984                                 | 26066                                 | 22586                                 | 19512                                 | 19154                                 |                                       |

## Suddivisioni amministrative
Dal 2013 il concelho (o município, nel senso di circoscrizione territoriale-amministrativa) di Valpaços è suddiviso in 25 freguesias principali (letteralmente, parrocchie).

### Freguesias
1. Lebução: Fiães, Lebução, Nozelos
2. Tinhela: Alvarelhos, Tinhela
3. Sonim: Sonim, Barreiros
4. Valpaços: Sanfins, Valpaços
5. Carrazedo de Montenegro: Carrazedo de Montenegro, Curros
6. Água Revés e Crasto
7. Argeriz (o Algeriz)
8. Bouçoães
9. Canaveses
10. Ervões
11. Fornos do Pinhal
12. Friões
13. Padrela e Tazem
14. Possacos
15. Rio Torto
16. Santa Maria de Emeres
17. Santa Valha
18. Santiago da Ribeira de Alhariz
19. São João da Corveira
20. São Pedro de Veiga de Lila
21. Serapicos
22. Vales
23. Vassal
24. Veiga de Lila
25. Vilarandelo

## Amministrazione

### Gemellaggi
La città è gemellata con:
- Bettembourg
- La Garenne-Colombes